# Storm Bird
Storm Bird (1978-2004) était un cheval de course pur-sang anglais né au Canada.

## Carrière de courses
Fils de Northern Dancer, élevé au Canada par E.P. Taylor, Storm Bird fut acquis yearling pour 1 million de dollars par Robert Sangster qui l'envoya en Irlande dans l'écurie de Vincent O'Brien. Ce propre frère de la championne canadienne Northernette s'avéra très vite le meilleur 2 ans des Îles Britanniques : il gagna brillamment son maiden, puis un groupe 3, les Anglesey Stakes, avant de pulvériser l'opposition dans la plus grande courses de 2 ans en Irlande, les National Stakes, monté par Tommy Murphy. Après une autre victoire facile, il allait défier les meilleurs poulains anglais dans les Dewhurst Stakes, la plus relevée pour les 2 ans, où sa victoire confirma qu'il était bien le meilleur 2 ans en Europe, voire dans le monde, Timeform lui décernant un rating exceptionnel pour un 2 ans, 134.
Durant l'hiver 1980-81, Storm Bird est naturellement le grandissime favori des 2000 Guinées et du Derby d'Epsom, mais sa préparation tourne au désastre : au printemps, un ancien lad l'agresse en lui coupant queue et crinière, puis une blessure à la jambe et une infection respiratoire anéantissent ses espoirs classiques. Le cheval ayant apparemment recouvré ses moyens après ses diverses infortunes, son entourage annonce sa participation au Prix de l'Arc de Triomphe, et il fait sa réapparition à Longchamp en septembre, dans le Prix du Prince d'Orange. Mais sa course est catastrophique, Storm Bird termine péniblement septième des neuf partants. Il ne reparaîtra plus jamais en piste. Dans leur livre A Century of Champions, les auteurs Tony Morris et John Randall classent Storm Bird au 27ème rang des meilleurs 2 ans entraînés dans les îles Britanniques au XXe siècle

### Résumé de carrière
| Date         | Hippodrome   | Pays        | Course                  | Statut      | Distance    | Jockey      | Place       | Écart       | Vainqueur ou deuxième |
| 1980, 2 ans  | 1980, 2 ans  | 1980, 2 ans | 1980, 2 ans             | 1980, 2 ans | 1980, 2 ans | 1980, 2 ans | 1980, 2 ans | 1980, 2 ans | 1980, 2 ans           |
| ------------ | ------------ | ----------- | ----------------------- | ----------- | ----------- | ----------- | ----------- | ----------- | --------------------- |
| Juillet      | Curragh      | Irlande     | Maiden                  |             | 1 200 m     |             | 1er / 19    | 6           |                       |
| 16 août      | Curragh      | Irlande     | Anglesey Stakes         | Gr. 3       | 1 250 m     | T. Murphy   | 1er / 9     | 1/2         | Prince Echo           |
| 30 août      | Curragh      | Irlande     | National Stakes         | Gr. 2       | 1 400 m     | T. Murphy   | 1er / 10    | 4           | Master Thatch         |
| 20 septembre | Leopardstown | Royaume-Uni | Larkspur Stakes         | Gr. 3       | 1 400 m     | S. Cauthen  | 1er / 6     | 4           | Band Practice         |
| 17 octobre   | Newmarket    | Royaume-Uni | Dewhurst Stakes         | Gr. 1       | 1 400 m     | P. Eddery   | 1er / 5     | 1/2         | To-Agori-Mou          |
| 1981, 3 ans  |              |             |                         |             |             |             |             |             |                       |
| 7 octobre    | Longchamp    | France      | Prix du Prince d'Orange | Gr. 3       | 2 000 m     | P. Eddery   | 7e / 9      |             | Vayrann               |

## Au haras
Malgré sa carrière avortée, et sur la fois de ses origines et de sa grande saison à 2 ans, Storm Bird fut cédé à 75 % pour la somme de 21 millions de dollars, en vue d'une carrière d'étalon. Retiré au haras de Ashford Stud dans le Kentucky, il allait, en bon fils de Northern Dancer, se montrer très influent. Père de 63 « stakes winners », on lui doit : 
- Storm Cat - l'un des meilleurs 2 ans de sa génération, devenu l'étalon le plus cher du monde (500 000 $ la saillie en 2007).
- Indian Skimmer - Prix de Diane, Champion Stakes, Irish Champion Stakes, Prix Saint-Alary, Prix d'Ispahan
- Balanchine - Irish Derby, Oaks
- Summer Squall - Preakness Stakes
- Prince of Birds - Irish 2000 Guineas
- Personal Hope - Santa Anita Derby
- Bluebird - étalon de premier plan

Storm Bird réussit également comme père de mère, puisque ses filles donnèrent le champion Thunder Gulch (Kentucky Derby, Belmont Stakes, Travers Stakes) ou le champion sprinter Commentator.
Mis à la retraite en 1999, Storm Bird a été euthanasié en décembre 2004 à la suite d'une grave crise de coliques.

## Origines
Pur produit de l'élevage de Winfields Farm, Storm Bird est né dans la pourpre. Son père n'est autre que l'illustre Northern Dancer et sa mère une jument de Edward P. Taylor qui fut l'une des meilleures pouliches de sa génération au Canada, lauréate notamment des Canadian Oaks. Elle allait se distinguer encore davantage au haras, avec deux produits de Northern Dancer, Storm Bird et la championne Northernette, sacrée meilleure 2 ans et meilleure 3 ans au Canada. 

### Pedigree
| Origines de Storm Bird (USA), mâle bai né en 1978 | Origines de Storm Bird (USA), mâle bai né en 1978 | Origines de Storm Bird (USA), mâle bai né en 1978 | Origines de Storm Bird (USA), mâle bai né en 1978 |
| ------------------------------------------------- | ------------------------------------------------- | ------------------------------------------------- | ------------------------------------------------- |
| Père Northern Dancer                              | Nearctic                                          | Nearco                                            | Pharos                                            |
| Père Northern Dancer                              | Nearctic                                          | Nearco                                            | Nogara                                            |
| Père Northern Dancer                              | Nearctic                                          | Lady Angela                                       | Hyperion                                          |
| Père Northern Dancer                              | Nearctic                                          | Lady Angela                                       | Sister Sarah                                      |
| Père Northern Dancer                              | Natalma                                           | Native Dancer                                     | Polynesian                                        |
| Père Northern Dancer                              | Natalma                                           | Native Dancer                                     | Geisha                                            |
| Père Northern Dancer                              | Natalma                                           | Almahmoud                                         | Mahmoud                                           |
| Père Northern Dancer                              | Natalma                                           | Almahmoud                                         | Arbitrator                                        |
| Mère South Ocean                                  | New Providence                                    | Bull Page                                         | Bull Lea                                          |
| Mère South Ocean                                  | New Providence                                    | Bull Page                                         | Our Page                                          |
| Mère South Ocean                                  | New Providence                                    | Fair Colleen                                      | Preciptic                                         |
| Mère South Ocean                                  | New Providence                                    | Fair Colleen                                      | Fairvale                                          |
| Mère South Ocean                                  | Shining Sun                                       | Chop Chop                                         | Flares                                            |
| Mère South Ocean                                  | Shining Sun                                       | Chop Chop                                         | Sceptical                                         |
| Mère South Ocean                                  | Shining Sun                                       | Solar Display                                     | Sun Again                                         |
| Mère South Ocean                                  | Shining Sun                                       | Solar Display                                     | Dark Display (famille 4-j)                        |